# Zystische Adventitiadegeneration

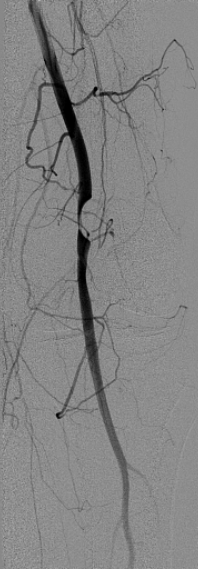
Zystische Adventitiadegeneration der Arteria poplitea bei einem sonst gefäßgesunden Mann. Die Angiographie zeigt die scharfe, bogenförmige Einengung durch die Zyste.

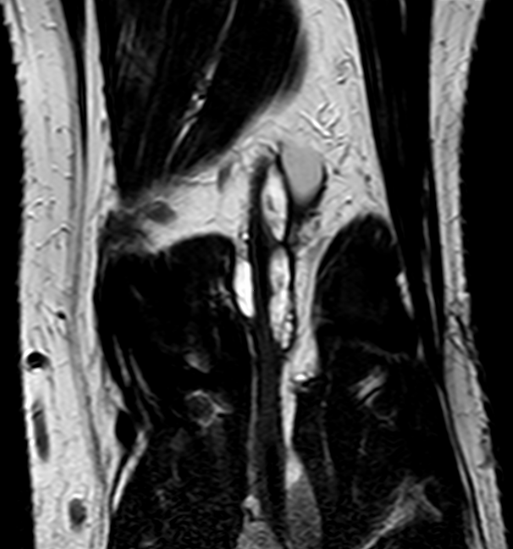
MRT des gleichen Patienten: Man erkennt die T2w-hellen Zysten der Gefäßwand. Es waren auch Ganglien am Meniskus nachweisbar.

Die Zystische Adventitiadegeneration ist eine seltene Gefäßerkrankung, die vor allem in der Arteria poplitea zu Einengungen oder Verschlüssen durch zystische Formationen in der Adventitia führen kann. Die Symptome können daher ähnlich denjenigen einer peripheren arteriellen Verschlusskrankheit sein, welche jedoch in den meisten Fällen ältere Menschen betrifft.

## Erstbeschreibung
Die Erkrankung wurde 1947 von Atkins und Key erstmals an der Arteria iliaca beschrieben. Die Namensgebung wird Hiertonn, Lindberg und Rob (1957) zugeschrieben.

## Vorkommen
Betroffen sind vor allem Männer zwischen 30 und 50 Jahren, bei einer Inzidenz von geschätzt 1 auf 1200 Fälle mit Claudicatio intermittens liegt das Geschlechterverhältnis männlich : weiblich ca. bei 5:1. Beidseitiges Auftreten und eine Beteiligung kleinerer Arterien am Knie wurden beschrieben.
Venen sind im Vergleich zu Arterien viel seltener erkrankt. Die Symptome entsprechen dann denen einer Thrombose oder es kommt sogar zu einer solchen.

## Pathogenese
Für die Entstehung der ausschließlich in der Adventitia vorkommenden Zysten, welche Proteine und Mucopolysaccharide enthalten, werden im Wesentlichen drei Varianten diskutiert:
1. Berichte über eine Verbindung zum benachbarten Kniegelenk[10] stützen die Annahme, dass es sich um ein echtes Ganglion handelt, welches sich in die Gefäßwand ausgedehnt hat. Eine histochemische Untersuchung kommt ebenfalls zu dem Schluss, dass ein synovialer Ursprung vorliegt.[11]
2. Andere Autoren gehen von versprengtem embryonalem Gewebe aus den Gelenken in die benachbarten Gefäße aus.[12]
3. Die These, dass wiederholte Mikrotraumata ursächlich seien, wird als weniger wahrscheinlich angesehen.[4]

Aufgrund der genannten Thesen über die Entstehung erscheint die im englischen Sprachgebrauch hauptsächlich verwendete Bezeichnung cystic adventitial disease (deutsch: Zystische Adventitiaerkrankung) geeigneter, da eine Degeneration der Adventitia als solche nicht als Ursache bewiesen ist.

## Diagnostik
Klinisch stellt sich das Krankheitsbild mit einer wechselnden Beschwerdesymptomatik dar, die eine Abhängigkeit von der Belastung des betroffenen Kniegelenks zeigt. Die Durchblutungsstörungen können dabei unter Umständen im Sinne eines Provokationstestes durch Beugung im Kniegelenk ausgelöst oder verstärkt werden. Als bildgebende Diagnostik wird neben dem Ultraschall mit Duplexsonographie die Computertomographie und spezifischer und ohne Strahlenbelastung die Magnetresonanztomographie eingesetzt. Diese zeigt oft gekammerte, runde bis länglich ovale Zysten in der Gefäßwand. Eventuell vorhandene zusätzliche Ganglien am Kniegelenk können in der gleichen Untersuchung erfasst werden. Die Zysten sind signalintens in T2-gewichteten, signalarm in T1-gewichteten Bildern und nehmen kein Kontrastmittel auf. Die Angiographie zeigt bei ansonsten in der Regel unauffälligen Gefäßen eine umschriebene, scharf begrenzte, bogige Kontrastmittelaussparung, die je nach Ausdehnung der Zysten auch mehrfach und von beiden Seiten vorkommen kann. Man spricht vom Scimitar-Zeichen (Scimitar = Krummsäbel). Dieser ursprünglich in der konventionellen Angiographie verwendete Begriff wird heute auch in der Magnetresonanztomographie, insbesondere in der MRA gebraucht.
Differentialdiagnostisch ist neben der arteriosklerotisch bedingten pAVK und Aneurysmen bei den meist jüngeren Patienten vor allem das Arteria-Poplitea-Kompressionssyndrom zu bedenken.

## Therapie
Versuche, die Einengung des Gefäßes durch eine Punktion und Entleerung der Zyste(n) zu beheben führten häufig zu Rezidiven, so dass heute in den meisten Fällen eine chirurgische Sanierung mittels Resektion der Zyste und Patchplastik angestrebt wird. Wenn der Befund zu ausgedehnt ist, kann eine Resektion des ganzen Gefäßes mit Wiederherstellung durch eine körpereigenen Vene oder die sogenannte Exarterektomie notwendig werden. Dabei wird die Adventitia im betroffenen Bereich komplett zirkulär entfernt, ohne die Media zu eröffnen Die komplette Resektion von weiteren Zysten in den Weichteilen und die Unterbindung einer eventuell vorhandenen Verbindung zum Gelenk wird empfohlen.